# Atentatele din Volgograd din decembrie 2013
În decembrie 2013, două atacuri cu bombă, vizând transportul în comun, au dus la moartea a peste 30 de civili în orașul rusesc Volgograd. După numărul de victime, acesta este cel mai sângeros atac de la atentatul asupra Aeroportului Internațional Domodedovo din 2011.

## Atentatul de la gara din Volgograd

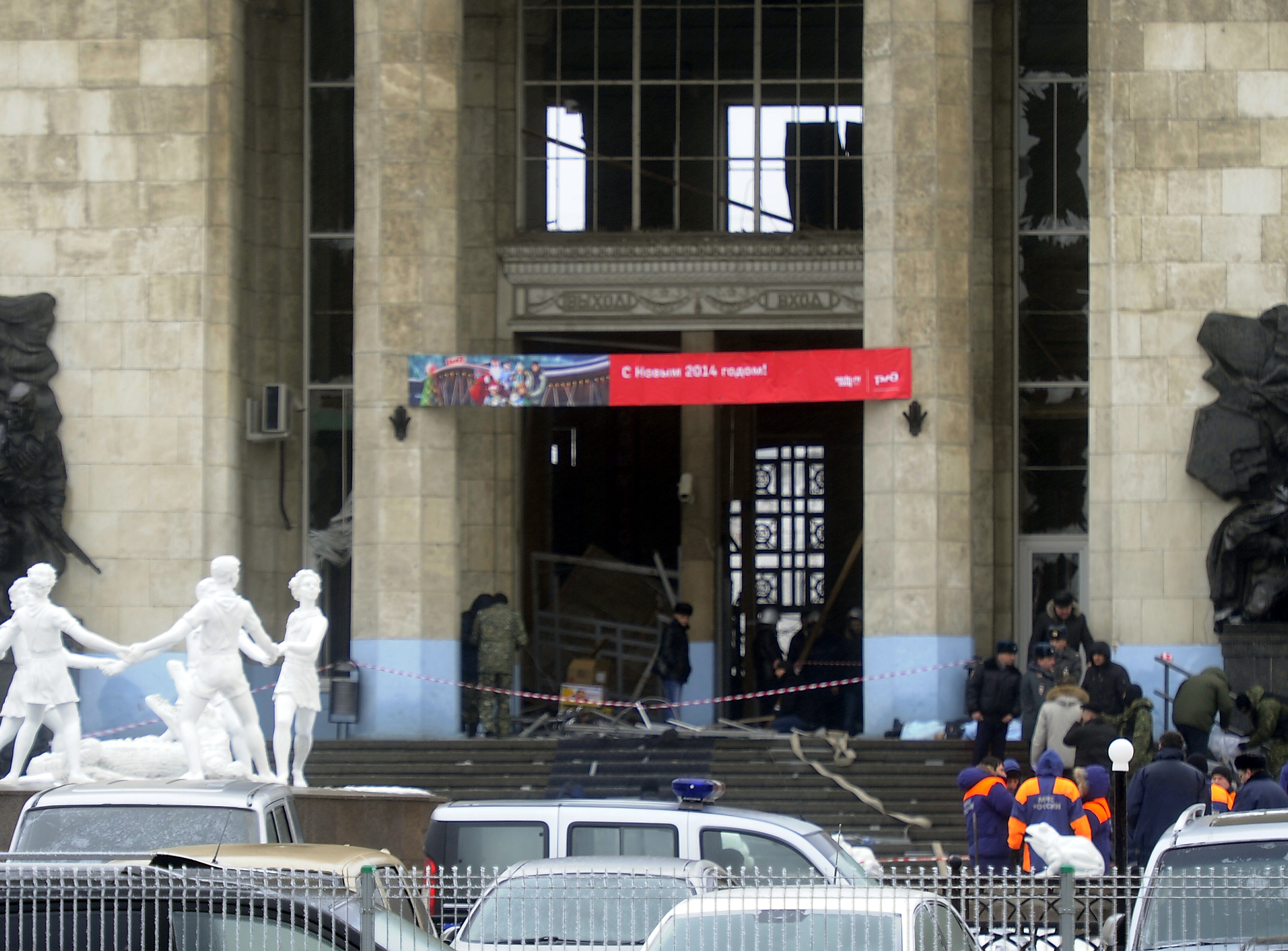
Răniții sunt scoși pe targă din gară.

Pe 29 decembrie 2013, un atentat sinucigaș a avut loc la gara din Volgograd, un oraș din Rusia sudică, având ca urmări moartea a cel puțin 18 oameni și rănirea altor 44. În primele minute de la producerea atacului, presa rusească și nu numai relata despre un atentat înfăptuit de o femeie kamikaze. Identitatea atacatorului a fost controversată, unele agenții de presă vorbind despre un bărbat. Nicio grupare nu a revendicat responsabilitatea pentru atac, însă autoritățile ruse îl tratează ca pe un act de terorism.
Potrivit Svetlanei Smolianinova, purtătorul de cuvânt al Ministerului rus pentru Situații de Urgență, la ora 12:45 (UTC+4), atacatoarea Oksana Aslanova a detonat o centură înțesată cu 10 kg de TNT. Aslanova a fost căsătorită de două ori și se află pe lista celor căutați pentru acte de terorism din iunie 2012. Ea este apropiată a Naidei Asiialova (Наида Сиражудиновна Асиялова), cunoscută sub numele de „Amaturahman”, care a fost în spatele atacului terorist din octombrie 2013 din același oraș, când au murit opt oameni și alți 37 au fost răniți. Agenția de presă ITAR-TASS relata că explozia s-a produs în apropierea detectoarelor de metal instalate în principala gară a orașului Volgograd. Imagini de la explozie au fost capturate de o cameră de supraveghere CCTV din apropiere. Explozia a fost atât de puternică încât corpurile sfârtecate ale victimelor au fost aruncate prin geamurile gării.
Treizeci de ambulanțe au fost trimise la locul deflagrației. Președintele rus Vladimir Putin a ordonat ca răniții grav să fie transportați cu avionul la Moscova pentru tratament de specialitate.
Secretarul General al NATO Anders Fogh Rasmussen a calificat atacul drept „barbar”, afirmând că „NATO și Rusia luptă împreună împotriva terorismului”. O astfel de reacție a venit și din partea Comitetului Olimpic Internațional. El și-a exprimat solidaritatea cu victimele atentatului, subliniind că reprezentanții Comitetului au încredere că măsurile de securitate ale Rusiei pentru Jocurile Olimpice de iarnă din 2014 vor fi adecvate.
Oficialitățile locale au stabilit că orașul se va afla în doliu între 1 și 3 ianuarie, timp în care cadavrele să poată fi identificate de rude.

## Atacul asupra troleibuzului

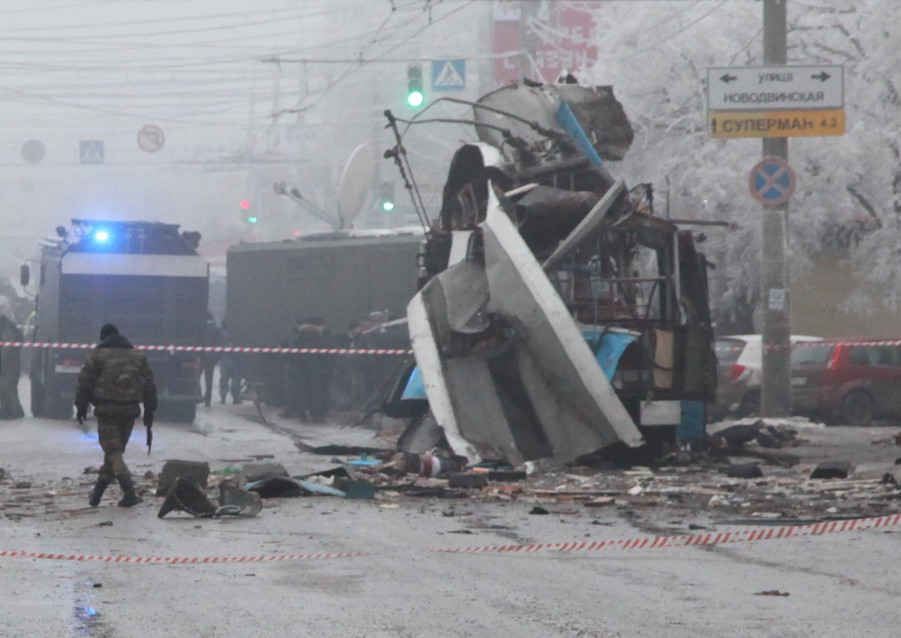
Resturile troleibuzului aruncat în aer în cel de-al doilea atac de la Volgograd

Un al doilea atac sinucigaș a avut loc în dimineața zilei de 30 decembrie, în districtul Dzerjinski din Volgograd, vizând troleibuzul nr. 15 care conectează o suburbie la zona centrală a orașului. Din imaginile luate de martori oculari rezultă că explozia a avut loc în partea din spate a troleibuzului. În atac au fost ucise 16 persoane, alte 41 fiind rănite. La fața locului au fost descoperite rămășițe din corpul atacatorului. Acestea au fost trimise specialiștilor pentru testare genetică.
Explozia s-a produs la ora locală 8:23 (04:23 GMT), a precizat Ministerul rus pentru Situații de Urgență, într-un comunicat. Primele elemente ale anchetei privind acest atentat arată că „dispozitivul exploziv a fost declanșat de un kamikaze de sex masculin”. Explozibilul folosit pentru atentat prezintă elemente „identice” cu cel folosit duminică, ceea ce „confirmă versiunea unei legături între cele două atentate”.
Experții îl suspectează pe Dokka Umarov, militant islamist cunoscut pentru sprijinirea altor atacuri teroriste, ca fiind în spatele atacurilor din Volgograd.